# Snow White (film 1916 Dawley)
Snow White (tradotto in Biancaneve) è un film muto del 1916 diretto da J. Searle Dawley. Tratto dalla pièce teatrale Snow White and the Seven Dwarfs di Winthrop Ames (scritto sotto lo pseudonimo Jessie Braham White) a sua volta ispirata dalla classica fiaba dei fratelli Grimm Biancaneve. La protagonista Marguerite Clark aveva portato sulle scene con grande successo il ruolo di Biancaneve.

## Trama
La regina Brangomar, la cui grande avvenenza è dovuta a un sortilegio, è sempre stata gelosa di Snow White (Biancaneve) e la fa lavorare come sguattera. La gelosia di Brangomar, poi non ha più alcun freno quando il bel principe Florimondo si innamora di Biancaneve. Brangomar, che vuole Florimondo per sé, decide di far sparire la sua rivale e, per toglierla di mezzo, affida l'incarico di ucciderla a Berthold, il cacciatore. Ma l'uomo non porta a termine l'incarico.
Salva, Biancaneve si nasconde nella foresta dove vive insieme ai nani. Ma Brangomar, venuta a sapere che la ragazza è ancora viva, le si presenta travestita e le fa mordere una mela avvelenata. La giovane però si salva ancora una volta e sposa Florimondo. La strega Hex, che anni prima aveva donato alla regina la sua grande bellezza, si stanca di lei e, per punirla, la trasforma in un pavone.

## Produzione
Girato in Georgia, il film fu prodotto da H. Lyman Broening per la Famous Players Film Company, il cui presidente era Adolph Zukor.

## Distribuzione
Il film - presentato da Daniel Frohman -  venne distribuito dalla Famous Players-Lasky Corporation e Paramount, uscendo nelle sale statunitensi il giorno di Natale del 1916.
Copia della pellicola viene conservata negli archivi dell'International Museum of Photography and Film at George Eastman House; un'altra copia si trova al Nederlands Filmmuseum.